# Wałerij Andrijcew
Wałerij Andrijcew (ukr. Валерій Олександрович Андрійцев; ur. 27 lutego 1987 w Kozielcu) – ukraiński zapaśnik w stylu wolnym. Dwukrotny olimpijczyk. Srebrny medalista olimpijski, brązowy medalista mistrzostw świata w 2014, wicemistrz Europy. Piąty w indywidualnym Pucharze Świata w 2020. Trzeci na igrzyskach europejskich w 2015. Akademicki wicemistrz świata w 2008 i 2010. Mistrz świata i Europy juniorów z 2007 roku.
Największym jego sukcesem jest srebrny medal igrzysk olimpijskich w Londynie w wadze 96 kg. W finale przegrał z Amerykaninem Jakiem Varnerem. W Rio de Janeiro 2016 zajął piąte miejsce w kategorii 97 kg.